# Ентусиазъм
Ентусиазмът (от гръцки: ενθουσιασμός, ενθουσίασις – вдъхновение, възторг, въодушевление) е положително украсена емоция, състояние на въодушевление, пораждане на желание за нещо. Първоначално думата ентусиазъм обозначава състояние на човек, обладан от божество или намиращ се под негово влияние (например ентусиазма на Пития или вакханките). След това до ново време, ентусиазмът е естетическа категория, характеризираща се с реакция на субекта към възвишеното и прекрасното. Сократ смята поетичното вдъхновение за ентусиазъм.